# Coralina Colom i Canillas
Coralina Colom i Canillas (Barcelona, 26 de gener de 1936 — juny de 2025) fou una actriu i professora de veu catalana. Es va formar a l’Institut del Teatre de Barcelona, on posteriorment va exercir com a docent durant tres dècades, marcant diverses generacions d’actors i actrius.
Va debutar l’any 1954 amb La marquesa Rosalinda, de Valle-Inclán, al Coliseum de Barcelona. El 1965 va rebre el premi d’interpretació en el VIII Cicle de Teatre Llatí per la seva actuació a Flor de un dia, de Francesc Camprodon. Al llarg de la seva trajectòria va col·laborar amb directors com Joan Oliver, Dolly Latz, Antoni Chic, Xavier Regàs, Josep Maria Loperena, Hermann Bonnín, Adrià Gual i Alejandro Ulloa. Va formar part de la companyia de Joan Cabre, més endavant de la de Màrius Cabré, i també de la companyia Ciutat Comtal, amb la qual va actuar al Teatre Grec.
Com a pedagoga, va coescriure amb Rosa-Victòria Gras el llibre Exercicis per al laboratori de veu i de dicció (1988). En cinema, va participar esporàdicament, destacant la seva intervenció a El castigador (1965), dirigida per Joan Bosch.

## Trajectòria professional
teatre
- 1954. La Marquesa Rosalinda, de Ramón del Valle-Inclán. Estrenada a la Cúpula del Coliseum.
- 1955. Antígona de Sòfocles, adaptació de José María Pemán, estrenada al Teatre Grec, l'agost de 1955.
- 1956, L'anunciació a Maria, original de Paul Claudel, versió de Joan Oliver i Ferran Canyameres, estrenada al Palau de la Música el 7 de març de 1956.
- 1956, estiu. Ifigenia en Táuride, adaptació de Gómez de Mata, i Hipólito, d'Eurípides. Teatre Grec de Montjuïc.
- 1956, 13 novembre. Bolero, original de Michel Durand, amb traducció de Xavier Regàs, estrenada al teatre Alexis de Barcelona, Companyia de Teatre Experimental de Barcelona, dirigida per Esteve Polls.
- 1957, 1 d'octubre. Los blancos dientes del perro, d'Eduard Criado. Estrenada per la Companyia Titular Ciutat de Barcelona. Direcció d'Antoni Chic.
- 1958. La encantadora familia Bliss, de Noël Coward. Estrenada per la Companyia Ciutat de Barcelona, titular del teatre Alexis de Barcelona. Direcció d'Antoni Chic.
- 1958. Teatro de Nuestro Tiempo (Sin profesor d'Enric Ortenbach i Historia de Caín de Giovanni Cantieri). Estrenades al teatre Alexis de Barcelona. Direcció d'Antoni Chic.
- 1958, 22 de novembre. Cuando las nubes cambian de nariz, d'Eduard Criado. Estrenada al Teatre Alexis de Barcelona. Direcció d'Antoni Chic.
- 1959, abril. Entremeses de Cervantes. Escenificació d'Enric Ortenbach. Direcció d'Antoni Chic. Teatre Alexis de Barcelona.
- 1959, juny. Vestir al desnudo, original de Luigi Pirandello. Direcció d'Antoni Chic. Estrenada al teatre Alexis, de Barcelona.
- 1960, 27 de gener. El senyor Perramon, original de Josep Maria de Sagarra, adaptació de 'L'avar de Molière. Estrenada al teatre Candilejas de Barcelona, el 1960 amb direcció d'Antoni Chic.
- 1960, 23 de desembre. Christmas d'André Obey. Direcció de Ramir Bascompte. Estrenada al Palau de la Música, de Barcelona.
- 1960. La torre i el galliner, original Vittorio Calvini, adaptada en català per Ramir Bascompte amb diàlegs de Xavier Regàs. Estrenada al teatre Candilejas de Barcelona, per la companyia de Joan Capri. Direcció d'Antoni Chic.
- 1961, octubre. El Gran Galeoto de José Echegaray. Amb Màrius Cabré. Teatre Talia de Barcelona.
- 1962. Cena de matrimonios d'Alfonso Paso. Teatre Alexis de Barcelona.
- 1963. Un marit baix de to, adaptació de Joan Cumellas, amb Màrius Cabré i Alady. Estrenada al teatre Romea de Barcelona, el 3 de juliol de 1963.
- 1963. Terra baixa, original d'Àngel Guimerà. Per la companyia de Màrius Cabré. En el personatge de Marta (3r acte). Representada al teatre Romea, el 9 de setembre de 1963 (en representació única i en commemoració al centenari del naixement de l'actor Enric Borràs.)
- 1963. Bon Nadal, Mr. Scrooger.
- 1963. Mar i cel, original d'Àngel Guimerà. Per la companyia de Màrius Cabré. Estrenada al Palau de la Música Catalana.
- 1964. Ocells de pas, original de Santiago Rusiñol i Gregorio Martínez Sierra. Estrenada al teatre Romea de Barcelona, l'any 1964.
- 1964, març. Misteri de dolor, original d'Adrià Gual, amb Carles Lloret de coprotagonista. Representada al teatre Romea de Barcelona.
- 1964, juliol. El rostro del asesino d'Agatha Christie. Companyia d'Alejandro Ulloa. Direcció de Josep Maria Loperena. Estrenada al teatre Barcelona, de Barcelona.
- 1965, juny. Pariente lejano sin sombrero, original de Mercedes Ballesteros. Estrenada al Teatre Windsor, de Barcelona.
- 1965, juny. Otelo de William Shakespeare. Amb Alejandro Ulloa. Teatre Windsor de Barcelona.
- 1965, desembre. La otra honra de Jacinto Benavente. Amb Alejandro Ulloa. Teatre Windsor de Barcelona.
- 1968. Don Juan Tenorio de José Zorrilla. Amb Alejandro Ulloa. Teatre Moratín de Barcelona.
- 1970, 15 de maig. La calle sin árboles de José Santolaya. Teatre Poliorama de Barcelona.
- 1973. La moschetta d'Angel Beolco -Ruzzante-. Estrenada al teatre Grec de Barcelona, el 20 de juliol de 1973.
- El místic, original de Santiago Rusiñol. Per la companyia de Màrius Cabré.

cinema.
- 1965. El castigador. Director: Joan Bosch

discografia
- 1969.  El pobre viudo de Santiago Rusiñol. Estrenat al teatre Romea i protagonitzat per Joan Capri.

llibres
- Exercicis per al laboratori de veu i de dicció, amb col·laboració amb Rosa-Victòria Gras. Institut del Teatre. Materials Pedagògics. Quaderns, 1. Barcelona, 1998. Segona edició, 2006.